# Scopula nepalensis
Scopula nepalensis är en fjärilsart som beskrevs av Inoue 1982. Scopula nepalensis ingår i släktet Scopula och familjen mätare. Inga underarter finns listade.